# وراجش هیجری
وراجش هیجری (به انگلیسی: Vrajesh Hirjee) (زاده ۱۶ ژوئن ۱۹۷۱) بازیگر هندی است.
از فیلم‌هایی که وی در آن نقش داشته است می‌توان به فنا اشاره کرد.

## فیلم‌شناسی
فهرست برخی از فیلم‌هایی که وراجش هیجری در آنها به ایفای نقش پرداخته است:
- فنا
- هرج و مرج برمی‌گردد
- سلام کوچولو
- هرج و مرج ۳
- هرج و مرج دوباره
- عکس
- یه چیزی میخواهم بگویم
- می‌خواهم در قلب شما باشم
- داستان تو و من
- سلام عزیزم
- عاشق
- لباس سیاه
- کی میدونه فردا چی میشه؟
- چیزی هست
- سرگرمی
- بدون تو
- سکوت ... شب ترس
- میان‌بر رومئو
- دوباره